# جام خیریه انگلستان ۱۹۲۲
 جام خیریه انگلستان ۱۹۲۲ ، نهمین رقابت سالانه مابین قهرمانان لیگ دسته اول فوتبال انگلستان و جام حذفی فوتبال انگلستان است.
این مسابقه در تاریخ ۱۰ مه ۱۹۲۲ مابین تیم‌های هادرسفیلد تاون و لیورپول در ورزشگاه الدترافورد منچستر برگزار شده‌است.
تیم هادرسفیلد تاون در این مسابقه با نتیجه یک بر صفر به پیروزی رسید. 

## جزئیات مسابقه
| هادرسفیلد تاون | ۱ – ۰ | لیورپول |
| -------------- | ----- | ------- |
| تام ویلسون     |       |         |